# Nippolimnophila omogiana
Nippolimnophila omogiana är en tvåvingeart som beskrevs av Alexander 1955. Nippolimnophila omogiana ingår i släktet Nippolimnophila och familjen småharkrankar. Inga underarter finns listade i Catalogue of Life.